# КЗУ-2
КЗУ-2 (от Кумулятивный Заряд Удлиненный, образец № 2) — советский инженерный боеприпас кумулятивного действия, разработанный для перебивания элементов железобетонных, металлических, кирпичных, каменных и других конструкций в любых погодных условиях, в том числе и под водой. В отличие от сосредоточенных зарядов результатом взрыва является продолговатая щель, а не отверстие.

## Конструкция
Состоит из дюралевого корпуса, заряда взрывчатки (сплав ТГ-40), съемных магнитов для крепления на металлических объектах, промежуточного детонатора в отдельном корпусе, и пенопластового вкладыша. Заряд взрывчатки имеет полуцилиндрическую кумулятивную полость со стальной облицовкой. Окрашивается в светло-серый (шаровой) цвет. Маркируется стандартным образом: на боковой стенке шифр заряда, шифр снаряжательного завода, номер партии, год изготовления, шифр взрывчатого вещества.

## Тактико-технические характеристики
Масса заряда, кг — 0,9
Масса взрывчатого вещества, кг — 0,32
Вид взрывчатого вещества — ТГ-40.
Габаритные размеры, см — 15×10,5×8,5
Средства инициирования: электродетонатор типа ЭДП, зажигательная трубка типа ЗТП, таймерные взрыватели ВЗД-6ч, ВЗД-144, ВЗД-144ч (все три с запалом МД-5М), детонирующее устройство ДУ.

## Эффективность
| Эффективность         | Глубина щели, см | Длина и ширина щели, см |
| --------------------- | ---------------- | ----------------------- |
| Сталь                 | 3,6              | 11,0×0,5                |
| Пакет стальных листов | 3,0              | 11,0×0,4                |
| Железобетон           | 30,0             | 12,0×0,8                |